# Glenwood Springs
Glenwood Springs település az Amerikai Egyesült Államok Colorado államában, Garfield megyében, melynek megyeszékhelye is. Lakosainak száma 9963 fő (2020. április 1.).

## Közlekedés

### Vasút
A települést napi egy pár California Zephyr néven futó Amtrak távolsági vonatjárat érinti.

## Népesség
A település népességének változása:

| 2010 | 9 614 |
| 2020 | 9 963 |